# Prix Ford C. Frick

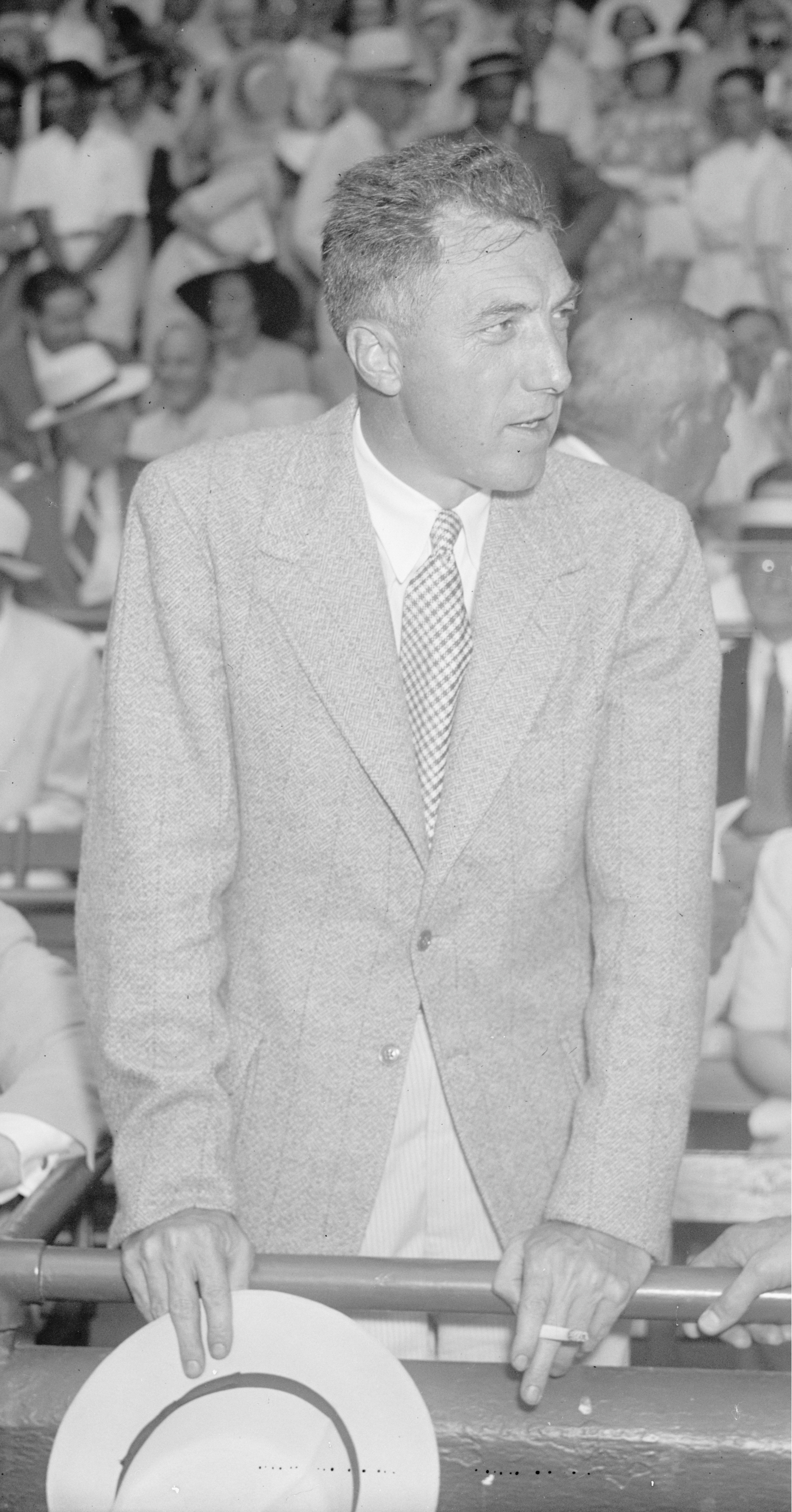
Ford Frick

Le Prix Ford C. Crick est un prix remis annuellement par le Temple de la renommée du baseball à un descripteur ou analyste pour sa « contribution majeure au baseball ».

## Description
Le prix est nommé en l'honneur de Ford Christopher Frick, ancien commissionnaire de la ligue majeure de baseball. Avant sa carrière de conseiller à la ligue, Frick écrivait sur le baseball ; il était le « nègre littéraire » de Babe Ruth pendant les années 1920.
En hommage à Frick, le prix pour l'excellence dans la diffusion générale du baseball fut créé en 1978. Les récipiendaires du prix livrent un discours la fin de semaine où ils le reçoivent, et leurs noms sont ajoutés à une plaque à la bibliothèque du Temple de la renommée. Bien qu'il soit souvent rapporté que les récipiendaires sont intronisés au Temple de la renommée, ils n'en sont en réalité pas membres, mais ils peuvent cependant joindre à vie le comité des vétérans du baseball, qui peut proposer et examiner des candidatures pour Cooperstown pour ceux qui ne sont plus éligibles au vote régulier tenu par l'Association des chroniqueurs de baseball d'Amérique.
Pour la première fois, en 2004, les fans ont eu la chance de choisir 3 des 10 candidats annuels pour ce prix et cette tradition se poursuit depuis par des votes populaires tenus sur Internet.
Eric Nadel, un reporter associé aux Rangers du Texas est annoncé comme plus récent lauréat en décembre 2013 et sera honoré au Temple de la renommée du baseball à Cooperstown en juillet 2014.

## Récipiendaires du Prix Ford C. Frick.
- 1978 - Mel Allen et Red Barber
- 1979 - Bob Elson
- 1980 - Russ Hodges
- 1981 - Ernie Harwell
- 1982 - Vin Scully
- 1983 - Jack Brickhouse
- 1984 - Curt Gowdy
- 1985 - Buck Canel
- 1986 - Bob Prince
- 1987 - Jack Buck
- 1988 - Lindsey Nelson
- 1989 - Harry Caray
- 1990 - By Saam
- 1991 - Joe Garagiola
- 1992 - Milo Hamilton
- 1993 - Chuck Thompson
- 1994 - Bob Murphy
- 1995 - Bob Wolff
- 1996 - Herb Carneal
- 1997 - Jimmy Dudley
- 1998 - Jaime Jarrin
- 1999 - Arch McDonald
- 2000 - Marty Brennaman
- 2001 - Felo Ramirez
- 2002 - Harry Kalas
- 2003 - Bob Uecker
- 2004 - Lon Simmons
- 2005 - Jerry Coleman
- 2006 - Gene Elston
- 2007 - Denny Matthews
- 2008 - Dave Niehaus
- 2009 - Tony Kubek
- 2010 - Jon Miller
- 2011 - Dave Van Horne
- 2012 - Tim McCarver
- 2013 - Tom Cheek
- 2014 - Eric Nadel
- 2015 - Dick Enberg
- 2016 - Graham McNamee
- 2017 - Bill King

## Candidats au prix Ford C. Frick 2012
Le récipiendaire du prix Ford C. Frick 2012, Tim McCarver, est annoncé le 7 décembre 2011 puis honoré en juillet 2012 à Cooperstown.
Les finalistes 2012 étaient :
- Skip Caray : descripteur des matchs des Braves d'Atlanta pendant 33 ans.
- René Cárdenas : commentateur des matchs des Dodgers de Los Angeles, des Astros de Houston et des Rangers du Texas et pionnier de la diffusion du baseball en langue espagnole aux États-Unis.
- Tom Cheek : descripteur de plus de 4000 parties consécutives des Blue Jays de Toronto.
- Ken Coleman : commentateur de 1954 à 1989 de parties des Indians de Cleveland, des Reds de Cincinnati et des Red Sox de Boston, à la radio et à la télévision.
- Jacques Doucet : descripteur des matchs des Expos de Montréal pendant 34 ans et pionnier de la diffusion des matchs de baseball en langue française en Amérique du Nord.
- Bill King : voix des A's d'Oakland à la radio pendant 25 ans et membre de la première équipe de diffusion des matchs des Giants à leur arrivée à San Francisco.
- Tim McCarver : descripteur à la télévision pendant 31 années et recordman de la télévision nationale américaine pour la couverture du plus grand nombre de Séries mondiales.
- Graham McNamee : pionnier de la radio aux États-Unis, notamment dans le domaine sportif.
- Eric Nadel : descripteur et commentateur des Rangers du Texas depuis 33 ans.
- Mike Shannon : descripteur depuis 40 ans des matchs des Cardinals de Saint-Louis à la radio.

Des 10 candidats, Cheek, Doucet et Shannon ont été choisis par le vote des partisans et les autres soumis par le Comité des vétérans du Temple de la renommée.

## Candidats au prix Ford C. Frick 2013
Tom Cheek, décédé en 2005, gagne le prix Ford Frick en 2013. Parmi les 10 finalistes au prix Ford C. Frick 2013, 7 se retrouvaient parmi les nommés l'année précédente : Cheek, Ken Coleman, Jacques Doucet, Bill King, Graham McNamee, Eric Nadel et Mike Shannon. S'ajoutent trois nouveau finalistes :
- John Gordon : couvre le baseball pendant 34 ans, voix à la radio des Twins du Minnesota dans les 25 dernières, jusqu'à sa retraite en 2011[3].
- Eduardo Ortega : commentateur en espagnol pendant 26 ans, dont 21 pour les matchs des Padres de San Diego à la télévision et à la radio[3].
- Dewayne Staats : couvre le baseball depuis 35 ans, est la voix des Rays de Tampa Bay depuis 15 ans[3].

Cheek, Doucet et King sont les 3 candidats sur une liste de 41 noms choisis par le vote en ligne.